# Bertula ruptistigma
Bertula ruptistigma är en fjärilsart som beskrevs av George Francis Hampson 1891. Bertula ruptistigma ingår i släktet Bertula och familjen nattflyn. Inga underarter finns listade i Catalogue of Life.